# Prunus aquifolioides
Prunus aquifolioides är en rosväxtart som först beskrevs av Woon Young Chun, Tse Tsun Yu och L.T.Lu, och fick sitt nu gällande namn av Wei Chiu Chen. Prunus aquifolioides ingår i släktet prunusar, och familjen rosväxter. Inga underarter finns listade i Catalogue of Life.